# Леопольд III (маркграф Австрії)
Леопольд III або Леопольд III Благочестивий (нім. Leopold III; 1073—15 листопада 1136) — маркграф Австрійський (1095—1136) з династії Бабенбергів, син австрійського маркграфа Леопольда II та Іди Форнбах-Рательнберзької. Визнається святим покровителем Австрії та Відня.

## Політична діяльність
Леопольд III заклав основи майбутнього впливу Австрії. 1104 року він підтримав повстання принца Генріха проти його батька імператора Генріха IV, чим забезпечив собі прихильність першого, який став 1105 року новим імператором Священної Римської імперії. Генріх V віддав за дружину Леопольду III свою сестру, що різко підвищило авторитет Австрії в імперії. Особливістю державної політики Леопольда III було підтримання мирних та дружніх відносин з усіма сусідами, імператором та папою римським. У 1125 році його кандидатуру навіть було висунуто на виборах імператора, однак Леопольд III взяв самовідвід. За нього Австрія сильно укріпилась і розширила свою незалежність в рамках Німеччини.
Леопольд III дуже активно підтримував церкву й заснував в Австрії декілька важливих монастирів: Клостернойбург (1108) (за легендою, місце для його заснування вказала маркграфу сама Діва Марія), Гайлігенкройц (абатство) (1133) та Клайнмаріацель (1134). Ця його діяльність послужила приводом до канонізації Леопольда III у 1485 році. А 1663 року його було оголошено святим-покровителем Австрії. День його пам'яті (15 листопада) є офіційним святом у Відні, Нижній та Верхній Австрії.

## Родина
1 Дружина (з 1103 р) — N, пані з родини Перг, донька Вальгунса Пергського (пом. до 1105 г.)
- Адальберт ІІ (1104/1105?—1137), одружений (1132) із Гедвігою Арпад, дочкою Алмоша, короля Угорщини і Хорватії.

2 Дружина (з 1106 р) — Агнеса фон Вайблінген (1072—1143), дочка імператора Генріха IV
- Леопольд IV (бл. 1108—1141) — маркграф Австрійський (з 1136) й герцог Баварський (з 1139)
- Оттон (помер 1158) — єпископ Фрайзінгу (з 1138)
- Генріх II Язомирготт (1112—1177) — маркграф Австрії з 1141 і герцог Австрії з 1156, герцог Баварії (1141—1156), пфальцграф Рейнський (1140—1141)
- Ернст (помер 1137)
- Конрад (1116—1168) — єпископ Пассау (1148—1164), архієпископ Зальцбурзький (з 1164)
- Ута, дружина графа Луїтпольда Плайна
- Агнеса (померла 1157) — дружина (з 1125) Владислава II Вигнанця, великого князя Краківського

- Юдита (померла після 1168) — дружина (з 1133) Вільгельма V, маркіза Монферрато
- Гертруда (1120—1150) — дружина (з 1140) Владислава II, князя (пізніше короля) Чехії: Єлизавета (1124—1143), дружина (з 1142) за Германа II, графа Вінценбурга
- Берта (померла 1150) — дружина Генріха III, бургграфа Регенсбурга